# Ophiuros papillosus
Ophiuros papillosus är en gräsart som beskrevs av Ferdinand von Hochstetter. Ophiuros papillosus ingår i släktet Ophiuros och familjen gräs. Inga underarter finns listade i Catalogue of Life.